# Evelyne Höhne
Evelyne Höhne (* 21. September 1950) ist eine ehemalige deutsche Basketballspielerin.

## Leben
Höhne spielte bei der SG KPV 69 Halle und gewann mehrmals den Meistertitel der Deutschen Demokratischen Republik. Sie wurde 84 Mal in die Damen-Nationalmannschaft der DDR berufen.
2012 wurde Höhne im Rahmen einer Initiative des Deutschen Basketball Bundes für ihre ehrenamtlichen Tätigkeiten im Basketball ausgezeichnet. Ihre Tochter Juliane Höhne wurde Basketball-Profi und anschließend Trainerin.